# Arte de Champa

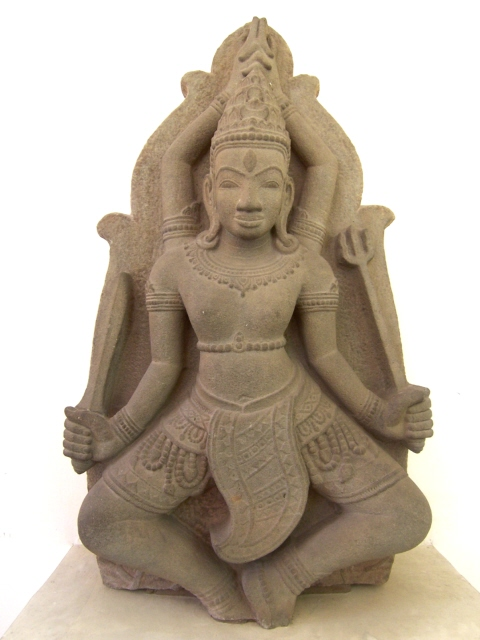
Esta escultura de finales del o ilustra tanto el medio preferido de los artistas cham (escultura de piedra en alto relieve) como el tema más popular, el dios Shiva y los temas asociados con el dios. Shiva puede ser reconocido por el tercer ojo en el medio de su frente y por el atributo del tridente. Las manos sobre su cabeza están haciendo el gesto uttarabodhi mudra, considerado un símbolo de perfección.

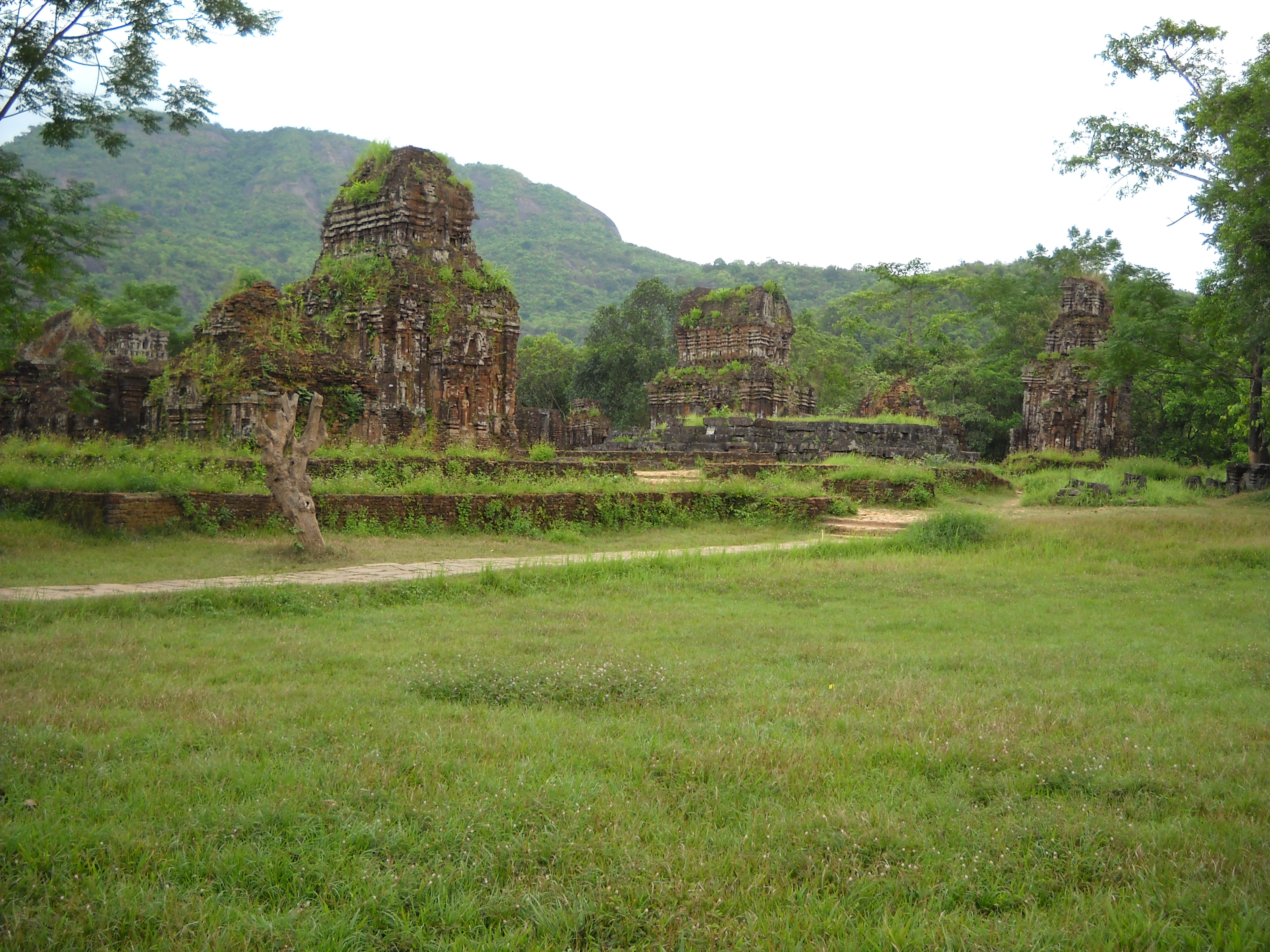
Edificios en Mỹ Sơn

Champa fue una civilización indianizada dentro de la Gran India que floreció a lo largo de las costas de lo que ahora es el centro y sur de Vietnam durante aproximadamente un milenio, entre el 500 y el 1500 d. C. Los chams originales probablemente fueran colonos llegados de las islas indonesias, que adoptaron como principales vocaciones las del comercio, el transporte marítimo y la piratería. Sus ciudades eran puertos de escala en importantes rutas comerciales que unían la India, China y las islas de Indonesia. La historia de Champa fue una historia de conflictos intermitentes y de cooperación con el pueblo de Java, los jemeres de Angkor, en Camboya, y el Đại Việt de lo que ahora es el norte de Vietnam. El reino de Champa finalmente perdió su independencia a manos de Đại Việt.
La arquitectura tallada en la roca en India, en particular las esculturas, fue ampliamente adoptada en la arquitectura dravídica en la India meridional y la arquitectura indianizada de los templos camboyanos, anamitas (Champa) y javaneses. El legado artístico de Champa consiste principalmente en esculturas de piedra arenisca —tanto de bulto redondo como en relieve—, y edificios de ladrillo. También han sobrevivido algunas estatuas de metal y artículos decorativos. Gran parte del arte que se conserva expresa temas religiosos, y aunque algunas piezas habrían sido puramente decorativas, otras habrían cumplido funciones importantes en la vida religiosa de los chams, que sintetizaron elementos del hinduismo (especialmente del saivismo), del budismo y de los cultos indígenas.
Este legado artístico ha sido diezmado por el abandono, la guerra y el vandalismo. Gran parte del daño se produjo en el siglo XX. Algunos eruditos franceses como Henri Parmentier y Jean Boisselier pudieron tomar fotografías, hacer dibujos y descripciones a lápiz de obras que han sido destruidas mientras tanto. El descuido continúa poniendo en peligro el legado de Champa hasta el día de hoy, especialmente el descuido de las estelas de piedra inscritas, fuente de mucha información valiosa sobre la historia de Champa. Los participantes en la guerra de Vietnam provocaron su parte de devastación, borrando, por ejemplo, los vestigios del monasterio budista de Dong Duong (Quảng Nam).  El vandalismo y el robo intencionados son una preocupación constante.
La mayor colección de arte cham se expone en el Museo de Escultura cham en Da Nang. El Museo Guimet de París, el Museo de Historia Vietnamita de Saigón y el Museo de Historia de Hanói también tienen importantes colecciones. Se pueden encontrar colecciones más pequeñas en el Museo de Bellas Artes de Saigón y el Museo de Bellas Artes de Hanói.
En 1999, el Santuario de My Son fue declarado Patrimonio de la Humanidad.

## Formas de arte visual
Los restos del arte clásico cham que se conservan en la actualidad consisten principalmente en templos de ladrillo, esculturas de arenisca de bulto redondo y esculturas de arenisca en alto y bajo relieve. También quedan algunas esculturas de bronce y elementos decorativos de metal. No se conservan trabajos de mármol o de  otra piedra de mayor calidad. Asimismo, no hay pinturas ni bocetos. El pueblo de los cham escribió, y quizás también dibujó, en hojas que no han resistido el clima cálido y húmedo de la costa de Vietnam. Los artículos hechos de materiales perecederos, como la madera, en su mayor parte no han sobrevivido.

### Estatuas y joyas de metal

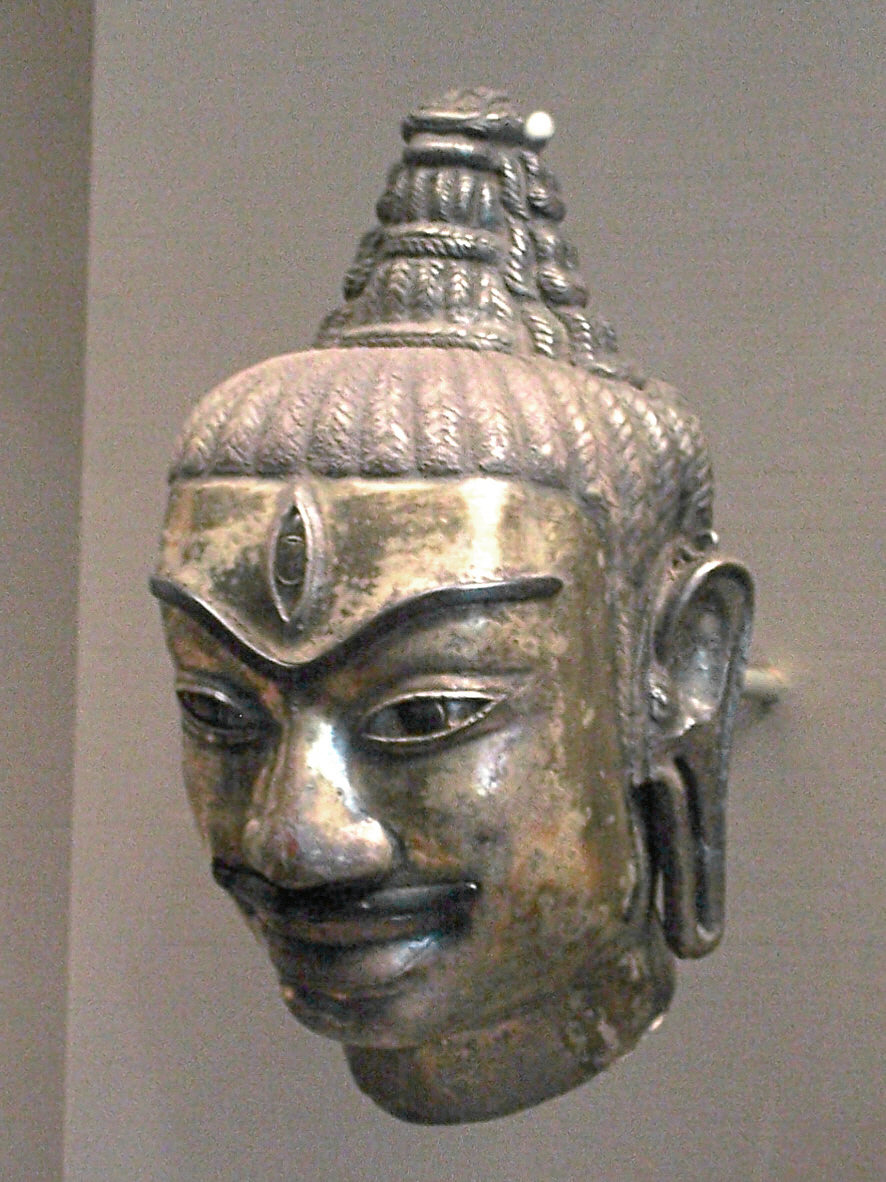
Este kosa cham,o manga de metal que se coloca sobre un linga, es el rostro de Siva, como se puede reconocer por el tercer ojo en el centro de la frente y el peinado con moño conocido como jatamukuta.

Las obras de arte que se conservan hechas de metal incluyen estatuas de bronce de las deidades mahayanistas Lokesvara y Tara fechadas aproximadamente en el año 900 d. C. y asociadas con el arte budista de Dong Duong. Una estatua de bronce de Buda aún más antigua tiene un gran parecido con las estatuas budistas indias del estilo Amaravati; los estudiosos dudan de que fuera originaria de Champa, y en cambio suponen que debe haber llegado al país como parte del comercio marítimo que unía a la India con el sudeste asiático y China.
Hay abundantes evidencias textuales de gran parte del arte clásico cham que alguna vez existió y que se ha perdido por los estragos del tiempo y las depredaciones de vándalos, saqueadores y conquistadores humanos. Por ejemplo, el historiador chino de principios del siglo XIV Ma Ma Duanlin informó de la existencia de una gran estatua de Buda hecha de oro y plata; se desconoce el paradero actual de esta estatua. Los mismos reyes cham han dejado inscripciones en piedra que describen los obsequios de objetos preciosos ahora perdidos que hicieron a los lugares de peregrinación y santuarios del reino. Especialmente notable fue la práctica de donar fundas metálicas decoradas (kosa) y diademas (mukuta) a importantes lingas y a las divinidades con las que estaban afiliados. Por ejemplo, una inscripción en una estela de piedra fechada aproximadamente en 1080 y encontrada en Mỹ Sơn informa que el rey Harivarman donó una «gran kosa dorada y resplandeciente adornada con las joyas más hermosas, más brillantes que el sol, iluminada día y noche por los rayos de gemas brillantes, decoradas por cuatro caras»  a la deidad Srisanabhadresvara, una encarnación local de Siva. Unos años más tarde, alrededor de 1088, Harivarman pudo haber sido superado por su sucesor Indravarman, quien donó una kosa dorada con seis caras (mirando en los cuatro puntos cardinales, hacia el noreste y el sureste) rematada por un ornamentado nagaraja.(serpiente-rey) y decorado con piedras preciosas que incluían un rubí, un zafiro, un topacio y una perla. Ninguno de esos tesoros ha sobrevivido.
Las fuentes escritas, incluidos los libros de historia chinos y las inscripciones cham, también informan sobre algunos de los eventos catastróficos, principalmente actos de guerra, que llevaron a la pérdida del arte cham. En el segundo cuarto del siglo V d. C., según el historiador Ma Duanlin, un general chino llamado Yuen Kan saqueó la capital de Champa y se llevó muchos «objetos raros y preciosos», entre ellos «decenas de miles de libras de oro en lingotes procedentes de las estatuas que había fundido». De manera similar, a principios del siglo VII, un general chino merodeador llamado  Liu Fang  se llevó «dieciocho enormes tablillas de oro» que conmemoraban a los 18 reyes anteriores de Champa. Es de suponer que en los siglos que siguieron, las frecuentes incursiones y conquistas de los ejércitos jemer y vietnamita, que llevaron a la destrucción final de, reino de Champa como entidad política independiente, también ocasionaron la eliminación de cualquier obra de arte portátil, incluidas por supuesto, las realizada con metales preciosos.

### Templos

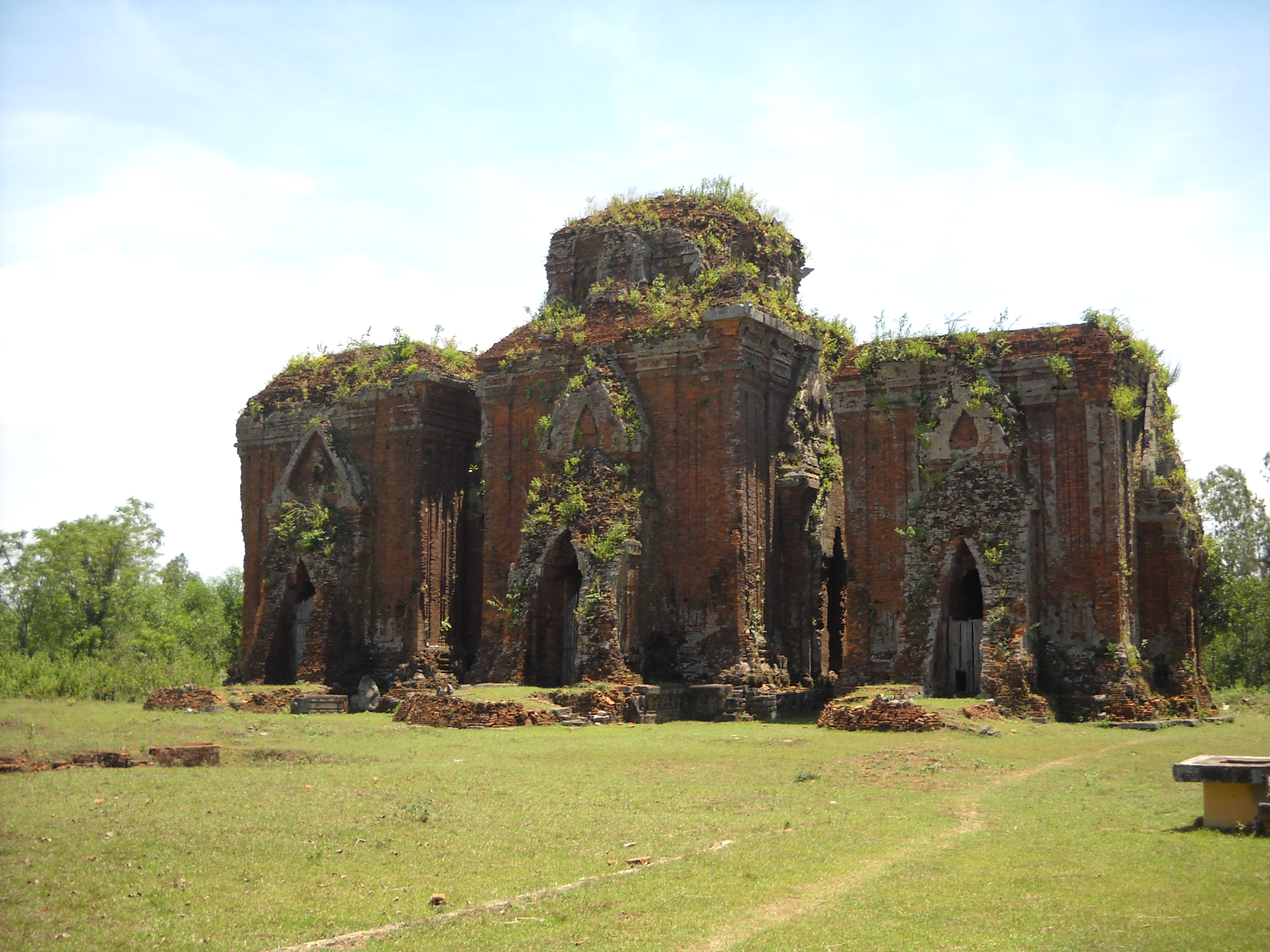
Templo Chiên Đàn en la provincia de Quảng Nam.

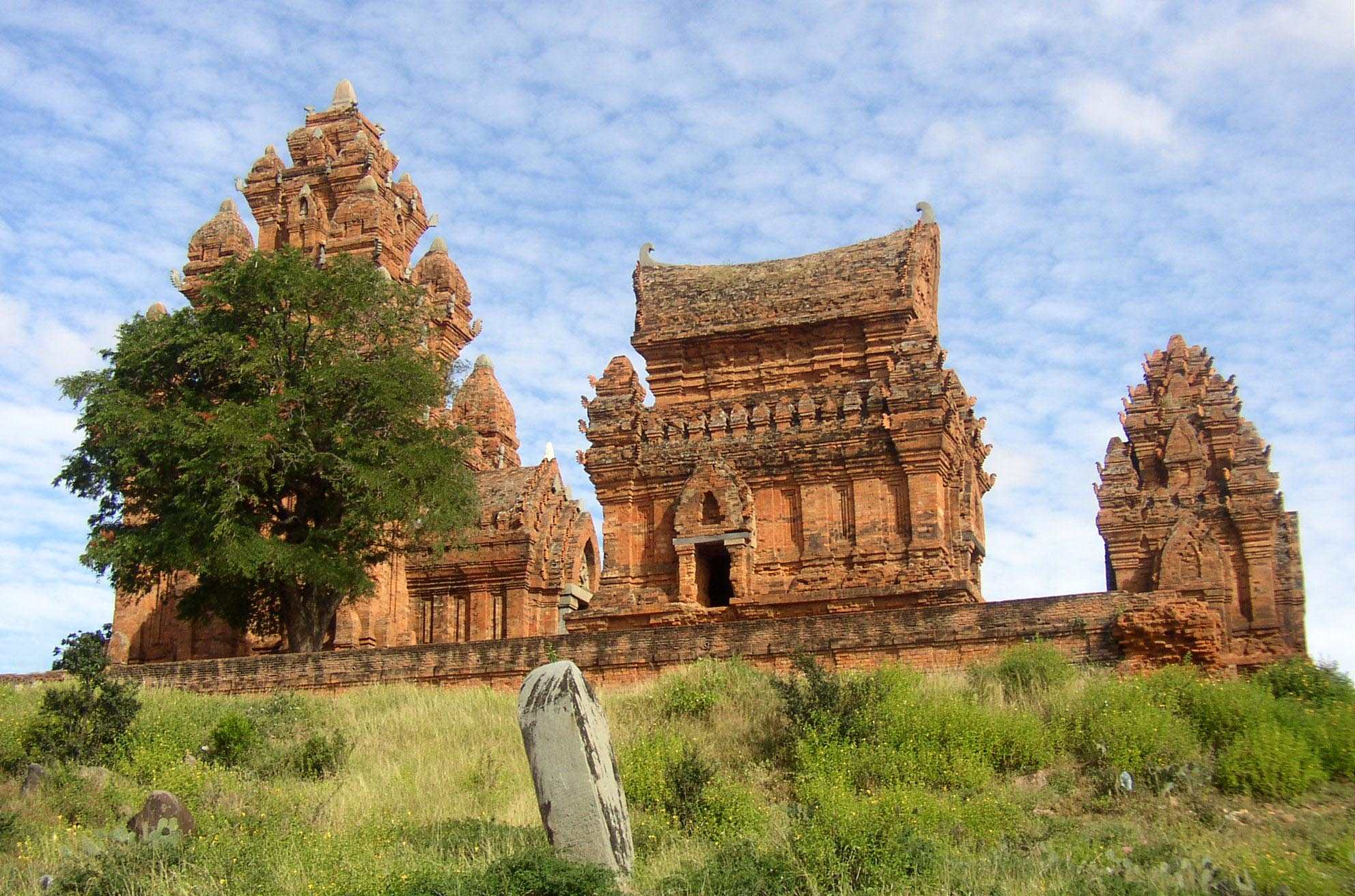
El perfil del templo del Po Klong Garai cerca de Phan Rang iincluye todos los edificios típicos de un templo cham. De izquierda a derecha se puede ver el kalan, el mandapa adjunto, el kosgrha en forma de silla de montar y el gopura.

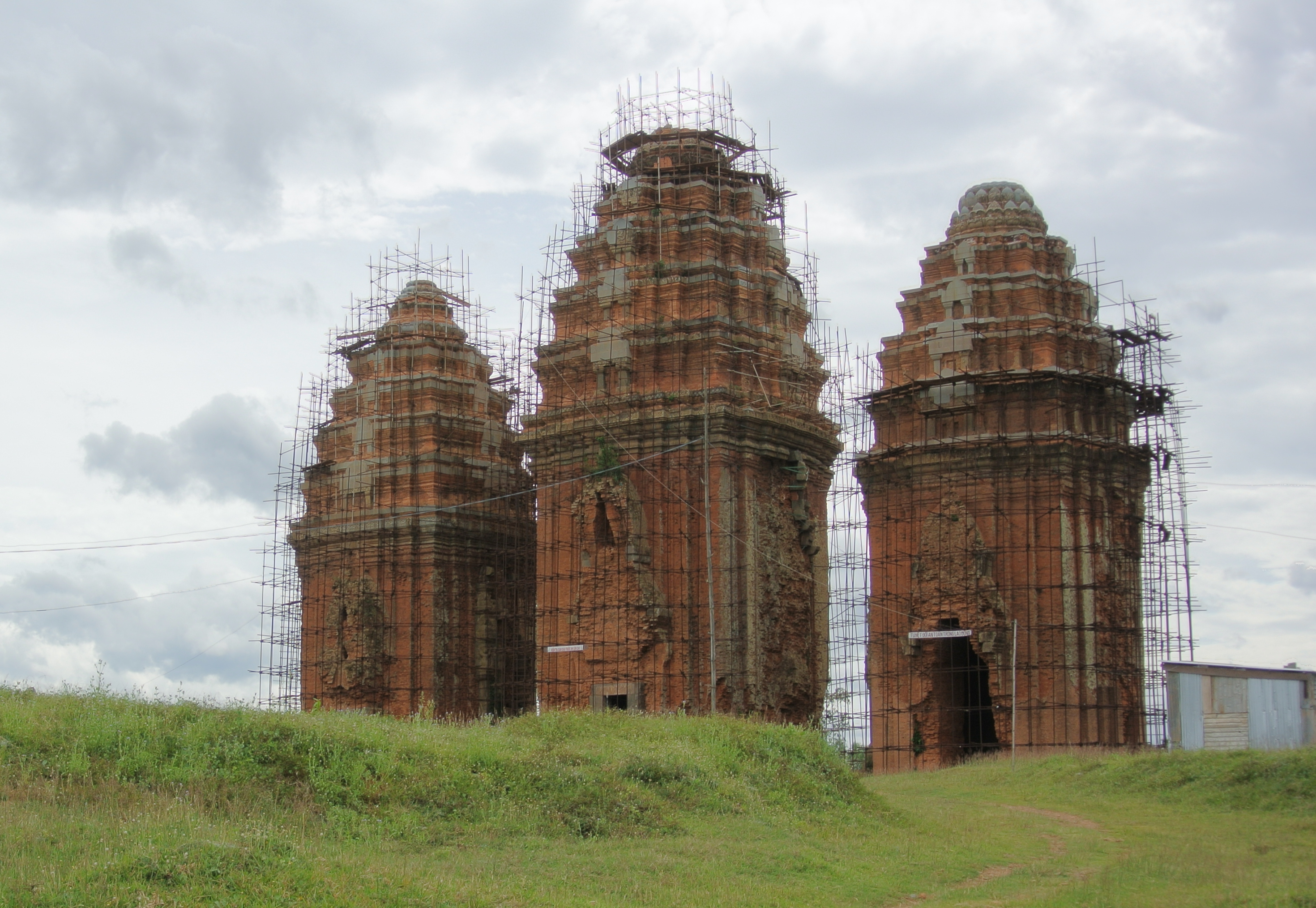
Torres de Dương Long en Bình Định, el templo de Champa más alto que aún existe

A diferencia de los jemeres de Angkor, que emplearon  una piedra arenisca gris para construir la mayor parte de  sus edificios religiosos, los cham construyeron sus templos con ladrillos rojizos. Algunas de estas edificaciones de ladrillo todavía se pueden visitar en el campo vietnamita. Los sitios que se conservan más importantes son Mỹ Sơn, cerca de Da Nang, Đồ Bàn cerca de Quy Nhơn, Po Nagar cerca de  Nha Trang y Po Klong Garai, cerca de Phan Rang.

#### Edificios que constituyen un templo
Normalmente, un complejo de templos cham constaba de varios tipos diferentes de edificios:
- el kalan era el santuario de ladrillos, típicamente en forma de una torre, utilizado para albergar a la deidad;
- la mandapa era un pasillo de entrada contiguo a un santuario;
- la kosagrha o "casa de bomberos" era la construcción, típicamente con un techo en forma de silla de montar, que se usaba para albergar los objetos de valor pertenecientes a la deidad o para cocinar para la deidad;
- la gopura era una puerta-torre que conducía a un complejo de templos amurallados.

Estos tipos de edificios son típicos de los templos hindúes en general; la clasificación es válida no solo para la arquitectura de Champa, sino también para otras tradiciones arquitectónicas de la Gran India.

#### Templos más importantes

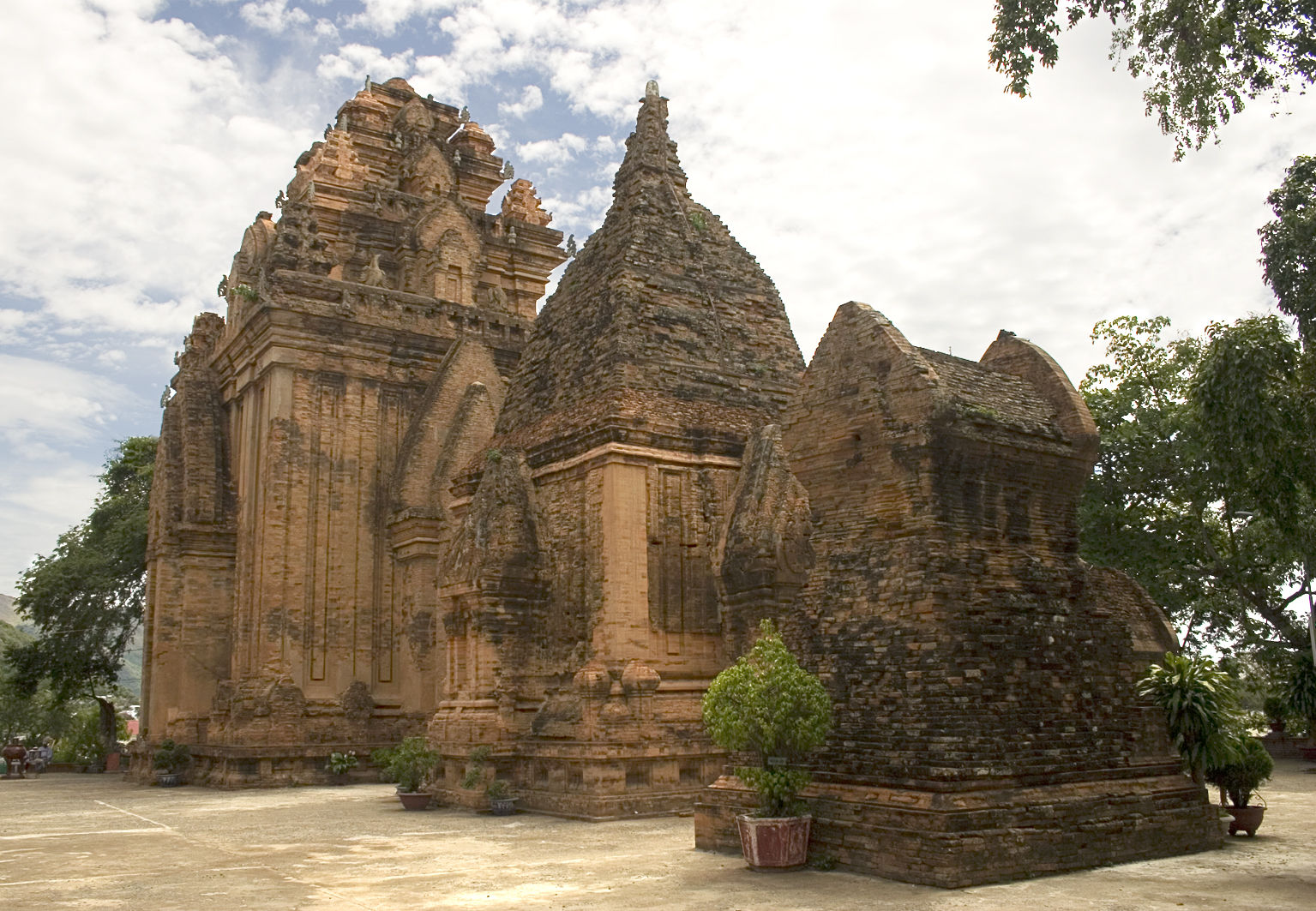
El templo de Po Nagar en Nha Trang.

Los templos culturalmente más importantes de la Champa histórica fueron el templo de Bhadresvara localizado en Mỹ Sơn, cerca de la moderna Da Nang, y el templo de la diosa conocida como Bhagavati (su nombre hindú) o Yan Po Nagar (su nombre cham) ubicado a las afueras de la moderna Nha Trang.
- El templo de Bhadresvara fue la principal fundación religiosa del norte de Champa (conocido como Campadesa, Campapura o nagara Campa en las inscripciones). Los eruditos han identificado el templo de Bhadresvara, una encarnación local de la deidad universal Siva, con el edificio "A1" en Mỹ Sơn. Aunque hoy A1 está en proceso de convertirse en un montón de escombros, todavía existía como una torre magnífica cuando los eruditos franceses la describieron a principios del siglo XX.[Ph. 2]
- El templo de Yan Po Nagar fue la principal fundación religiosa del sur de Champa (o Panduranga, palabra que es la base del nombre moderno de "Phan Rang"). Sus construcciones datan de entre los siglos VIII y XIII. El templo permanece en pie hasta el día de hoy al otro lado del río Cai desde Nha Trang, y está en relativamente buenas condiciones.[Ph. 3]

### Esculturas de arenisca

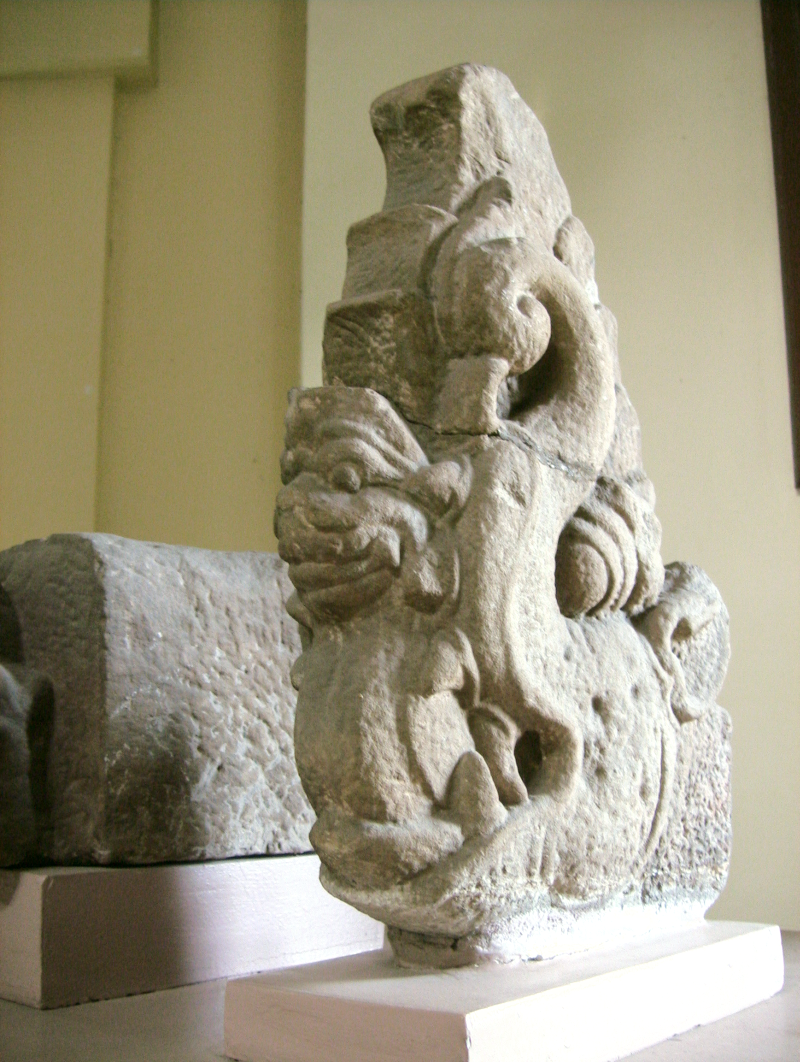
Un tema decorativo que se originó en Java, y desde allí se difundió a otras partes de la Gran India, es el del monstruo marino makara que vomita algún otro ser. En esta escultura cham de los siglos X o XI, el makara arroja un naga.

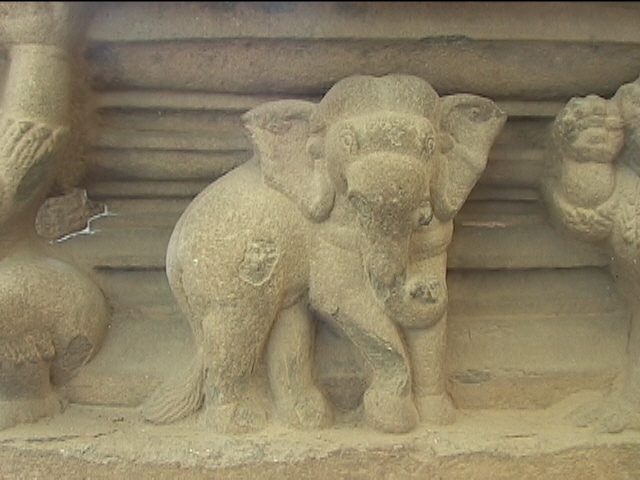
Esta talla de elefante se encuentra en un pedestal perteneciente al estilo Mỹ Sơn A1.

Los cham crearon esculturas de piedra arenisca independientes en bulto redondo, así como tallas de piedra arenisca en alto y bajo relieve. En general, parecen haber preferido la escultura en relieve y sobresalieron especialmente en el alto relieve. La escultura cham pasó por una marcada sucesión de estilos históricos, el más importante de los cuales produjo algunas de las mejores obras del arte del sudeste asiático.
Los temas para las esculturas cham se escogieron principalmente de las leyendas y de la religión de la civilización india. Muchas de las esculturas son representaciones de deidades hindúes y budistas particulares, sobre todo de Siva, pero también de Lokesvara, Visnu, Brahma, Devi y Shakti. Estas esculturas pueden haber tenido un propósito religioso en lugar de ser puramente decorativas. Cualquier escultura en torno a una deidad importante que esté completamente orientada hacia el exterior, que no participe en ninguna acción en particular y que esté equipada con parafernalia simbólica, habría sido candidata para su uso ritual o devocional. Los escultores cham también crearon numerosos lingas, postes fálicos vinculados simbólicamente con Siva (si la sección transversal es un círculo) o con el trimurti (si el poste está segmentado, que consiste en una sección cuadrada inferior simbólica de Brahma, una sección octagonal media simbólica de Visnu y una sección circular superior sección simbólica de Siva). Los usos rituales del linga son familiares en el hinduismo moderno.
Algunas de las esculturas del arte cham se apartan del tema indio para revelar algo de la vida del pueblo histórico cham. Un ejemplo son las representaciones de elefantes especialmente bien ejecutadas que sirven como detalles decorativos en algunas piezas: por fuentes escritas se sabe que los cham dependían de los elefantes para fines militares y de otro tipo, ya que carecían de un suministro sostenido de caballos. Otras esculturas reflejan el legado cultural de la Gran India y expresan temas legendarios más típicos del arte javanés o camboyano que el arte de la India. Un ejemplo de este tema es el motivo del monstruo marino makara, que llegó a Champa desde Java, donde es prominente en el arte del Borobudur y otros templos de la misma época.

## Períodos y estilos del arte cham
Los estudiosos coinciden en que es posible analizar el arte de Champa en términos de distintos "estilos" típicos de varios períodos históricos y de diferentes lugares. Varios han intentado a través de su estudio establecer una clasificación de estilos históricos. Quizás los más influyentes de esos intentos son los de los eruditos franceses Philippe Stern  (The Art of Champa (formerly Annam) and its Evolution [El arte de Champa (antes Annam) y su evolución], 1942) y Jean Boisselier (Statuary of Champa [Estatuaria de Champa], 1963). Resumiendo las conclusiones de estos estudiosos, el historiador de arte Jean-François Hubert ha concluido que es posible distinguir al menos los siguientes estilos y subestilos:
- Mỹ Sơn E1 (siglos VII al VIII)
- Dong Duong (siglos IX al X)
- Mỹ Sơn A1 (siglo X)
  - Khuong My (primera mitad del siglo X)
  - Trà Kiệu (segunda mitad del siglo X)
  - Chanh Lo (finales del siglo X a mediados del siglo XI)
- Thap Mam (siglos XI al XIV)

Cada estilo lleva el nombre de un lugar en Vietnam en el que se han encontrado obras ejemplares de ese estilo.

### Estilo Mỹ Sơn E1
Las ruinas de Mỹ Sơn no son todas del mismo estilo y no todas pertenecen al mismo período de la historia de Champa. Los eruditos han codificado las ruinas para reflejar la diversidad de períodos y estilos. El estilo identificable más antiguo ha sido denominado estilo Mỹ Sơn E1. Lleva el nombre de una edificación particular, a la que los eruditos se refieren como Mỹ Sơn E1. Las obras de este estilo reflejan la influencia extranjera de una variedad de fuentes, principalmente de los jemeres de la Camboya anterior a Angkor, pero también del arte de Dvaravati, el  arte javanés de Indonesia y de la India meridional.
Quizás la obra más famosa del estilo Mỹ Sơn E1 es un gran pedestal de piedra arenisca que data de la segunda mitad del siglo VII. Originalmente, el pedestal tenía una función religiosa y se usaba para sostener un enorme lingam como símbolo de Siva, la deidad principal de la religión de los cham. El pedestal en sí está decorado con tallas en relieve que muestran escenas de la vida de los ascetas: ascetas tocando varios instrumentos musicales, un asceta predicando a los animales, un asceta recibiendo un masaje. Para los cham, el pedestal simbolizaba el monte Kailasa, la morada mitológica de Siva que también acomodaba a numerosos ascetas que habitaban en los bosques y en grutas, al igual que el lingam que sostenía representaba al dios mismo.
Otra obra importante del estilo Mỹ Sơn E1 es el frontón de piedra arenisca sin terminar que una vez se colocó sobre la entrada principal del templo en Mỹ Sơn E1. El frontón muestra los albores de la era actual según la mitología hindú. Vishnu está reclinado en el fondo del océano. Su cama es Sesha la serpiente. Un loto crece hacia arriba desde el ombligo de Vishnu, y Brahma emerge del loto para recrear el universo.

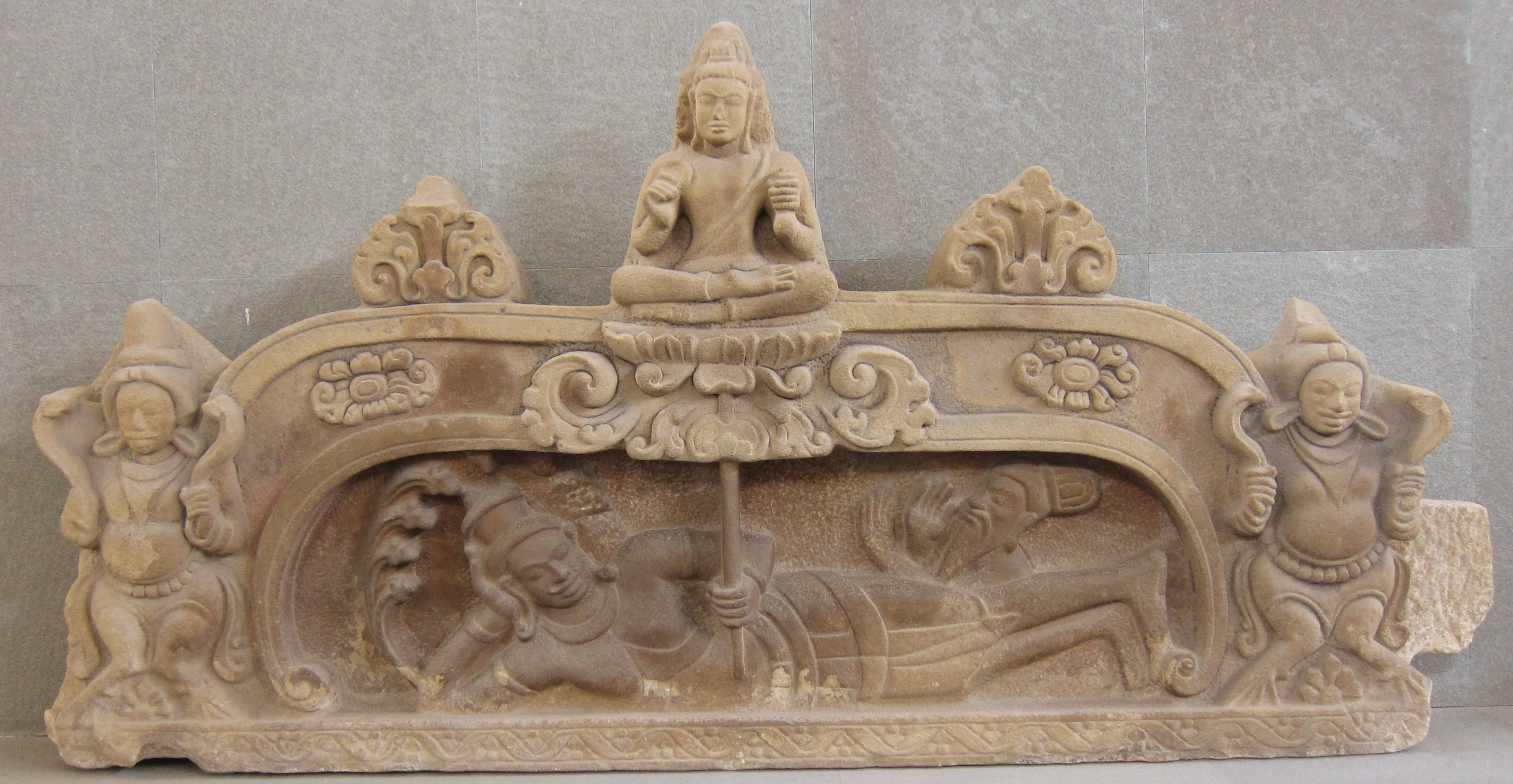
Un frontón sin terminar muestra el nacimiento de  Brahma de un loto que crece en el ombligo de Vishnu.
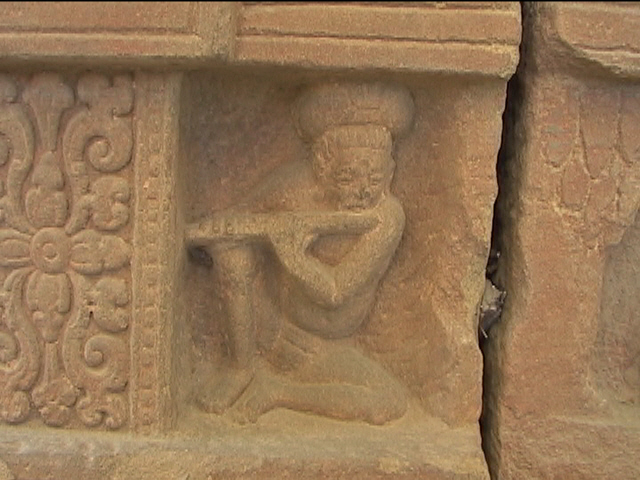
Un detalle del pedestal Mỹ Sơn E1 muestra a un flautista tocando su instrumento.
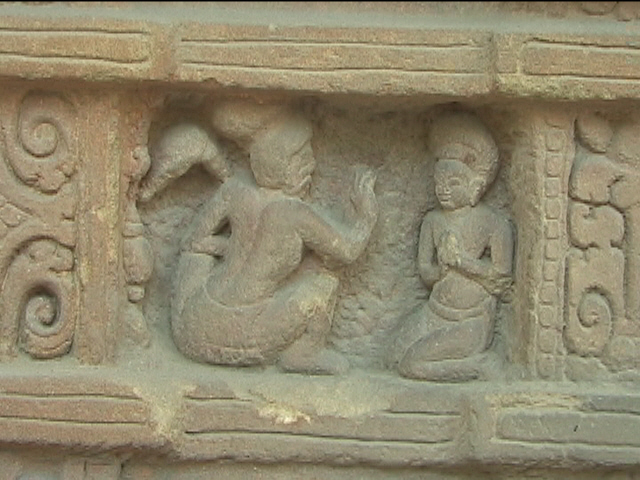
Otro detalle muestra a un asceta sosteniendo un batidor de moscas y dando instrucciones a un discípulo.
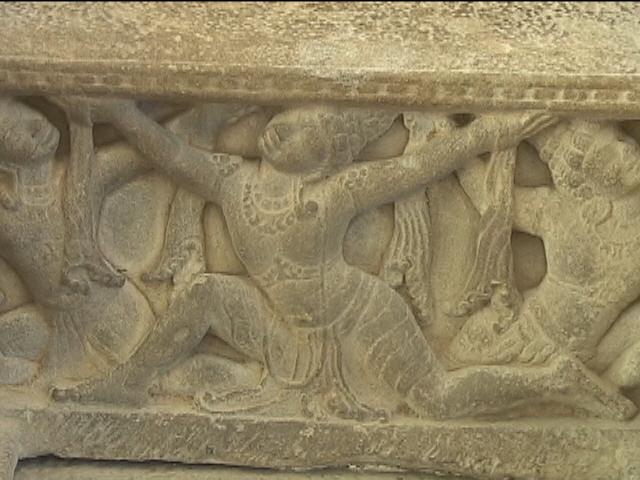
Esta imagen de un bailarín está en la contrahuella de un escalón que conduce al pedestal Mỹ Sơn E1.

### Estilo Dong Duong
En 875, el rey cham Indravarman II fundó una nueva dinastía en Indrapura, en lo que ahora es la región de Quảng Nam en el centro de Vietnam. Partiendo de las tradiciones religiosas de sus predecesores, que eran predominantemente shaivistas, fundó el monasterio budista Mahāyāna de Dong Duong y dedicó el templo central a Lokesvara. Como el complejo del templo de Dong Duong fue devastado por los bombardeos durante la guerra de Vietnam, nuestro conocimiento de su apariencia se limita a las fotografías y descripciones creadas por eruditos franceses a principios del siglo XX. Sin embargo, un buen número de esculturas de la época han sobrevivido en los museos de Vietnam y, en conjunto, se las conoce como obras del estilo Dong Duong. El estilo duró hasta bien entrado el siglo X.
El estilo de escultura Dong Duong ha sido descrito como un estilo muy original de «extremismo artístico», «con rasgos exagerados, casi excesivamente estilizados».  Las figuras se caracterizan por su nariz y labios gruesos y por el hecho de que no sonríen. Los motivos más prominentes incluyen escenas de la vida de Buda, de monjes budistas, de dharmapalas (guardianes de la ley budista), dvarapalas (guardianes armados del templo), el bodhisattva Avalokiteshvara y la diosa de la compasión Tara, quien también fue considerada como la shakti o esposa de Avalokiteshvara.

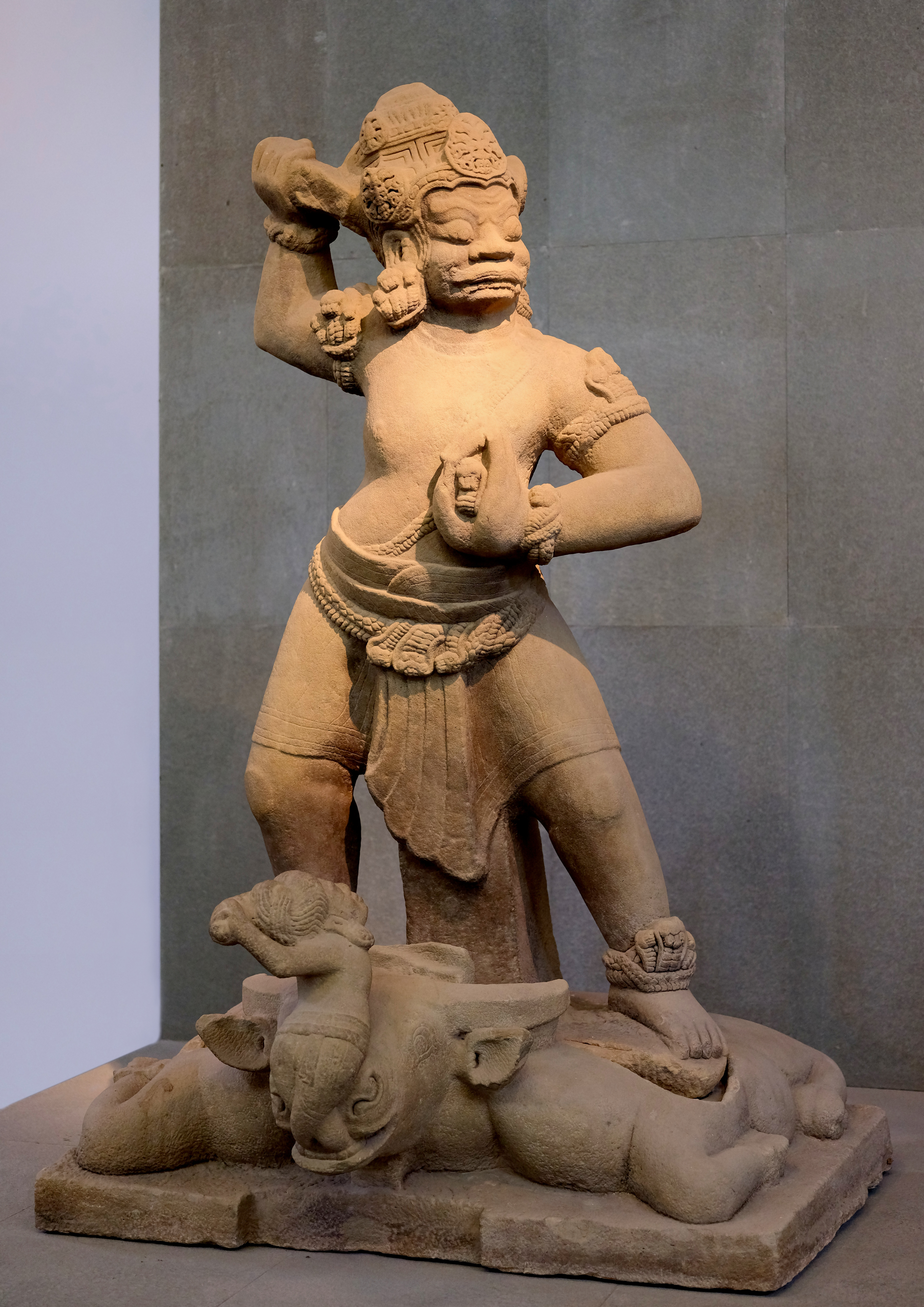
Guardián de arenisca dvarapala pisoteando a un toro, que a su vez vomita a un pequeño guerrero.
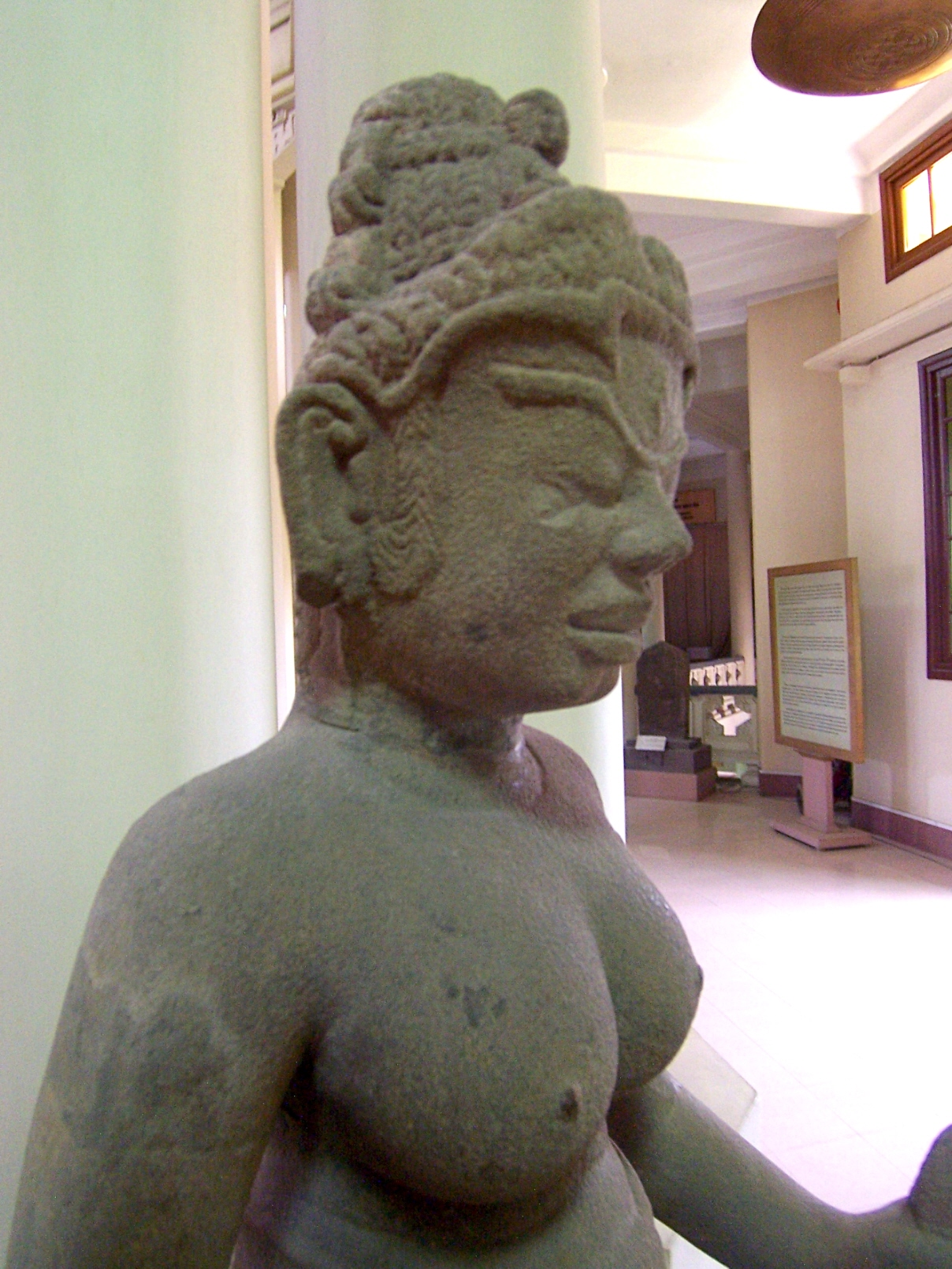
Estatua de Tara en arenisca del siglo IX, con una pequeña figura de Amitabha sentada en su cabello por encima de la frente.
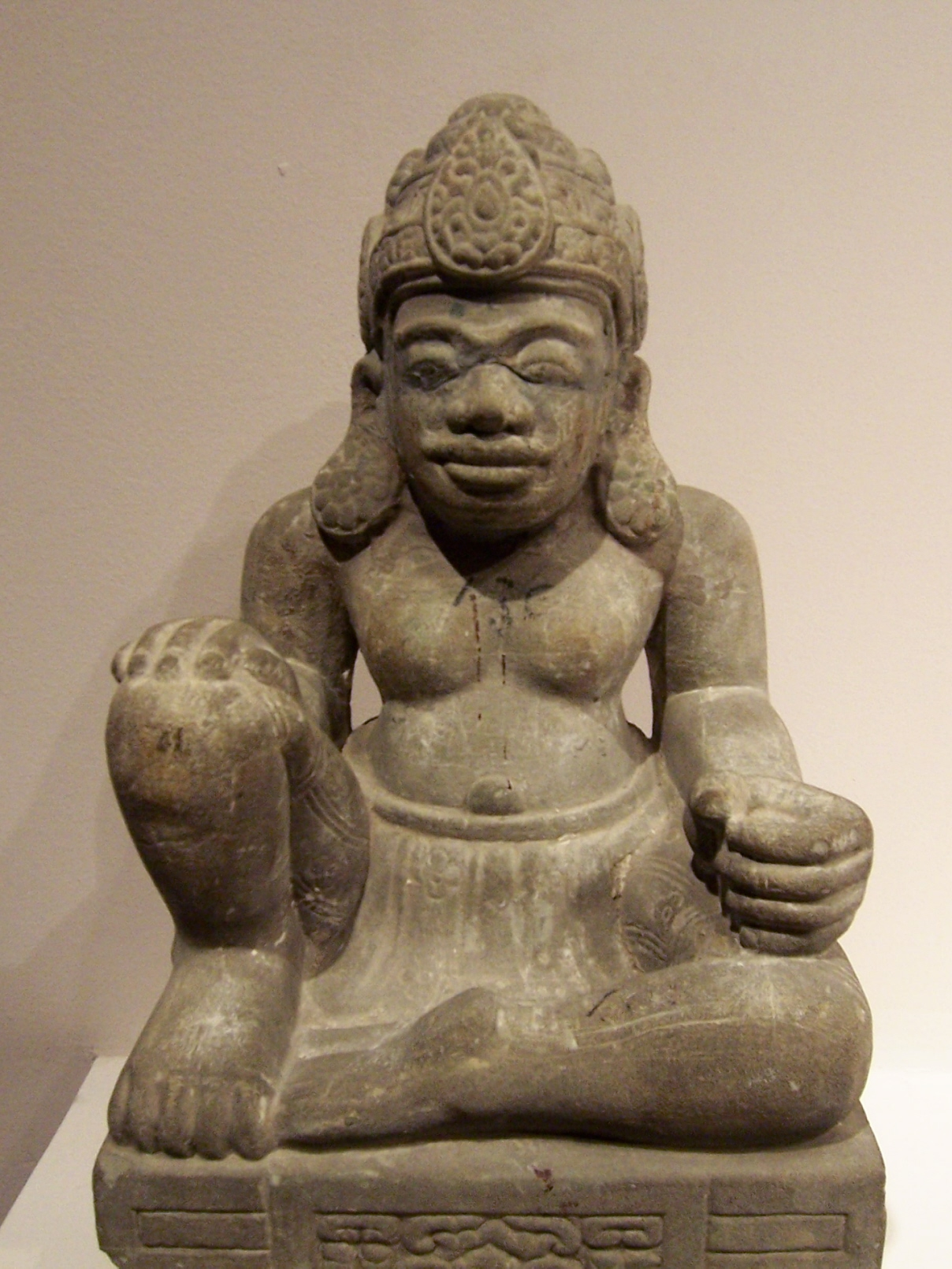
Esta figura sentada puede ser un dharmapala. El pedestal de abajo (no en la foto) presenta una imagen de una cabeza de Kaal (el tiempo.
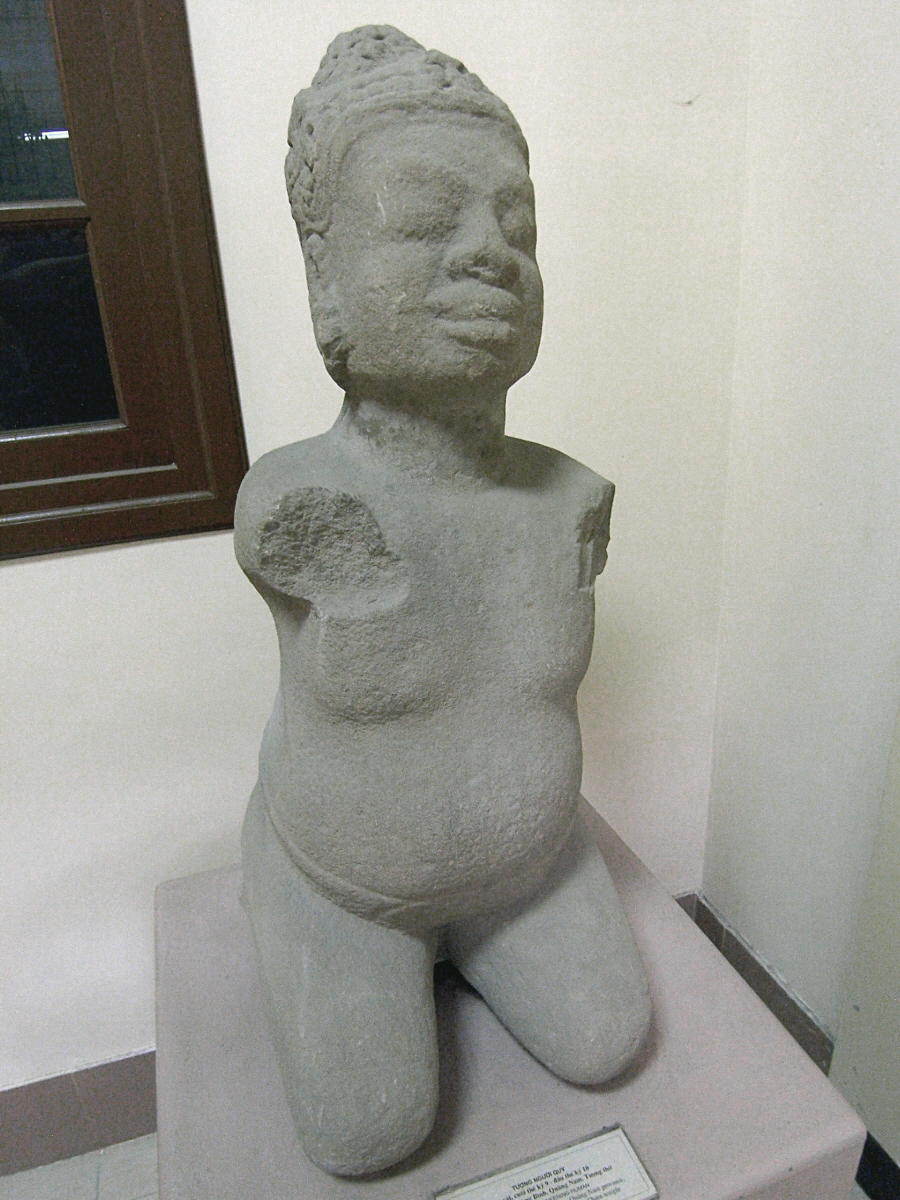
Estatua del siglo IX de un hombre gordo arrodillado con mukuta y mostacho.
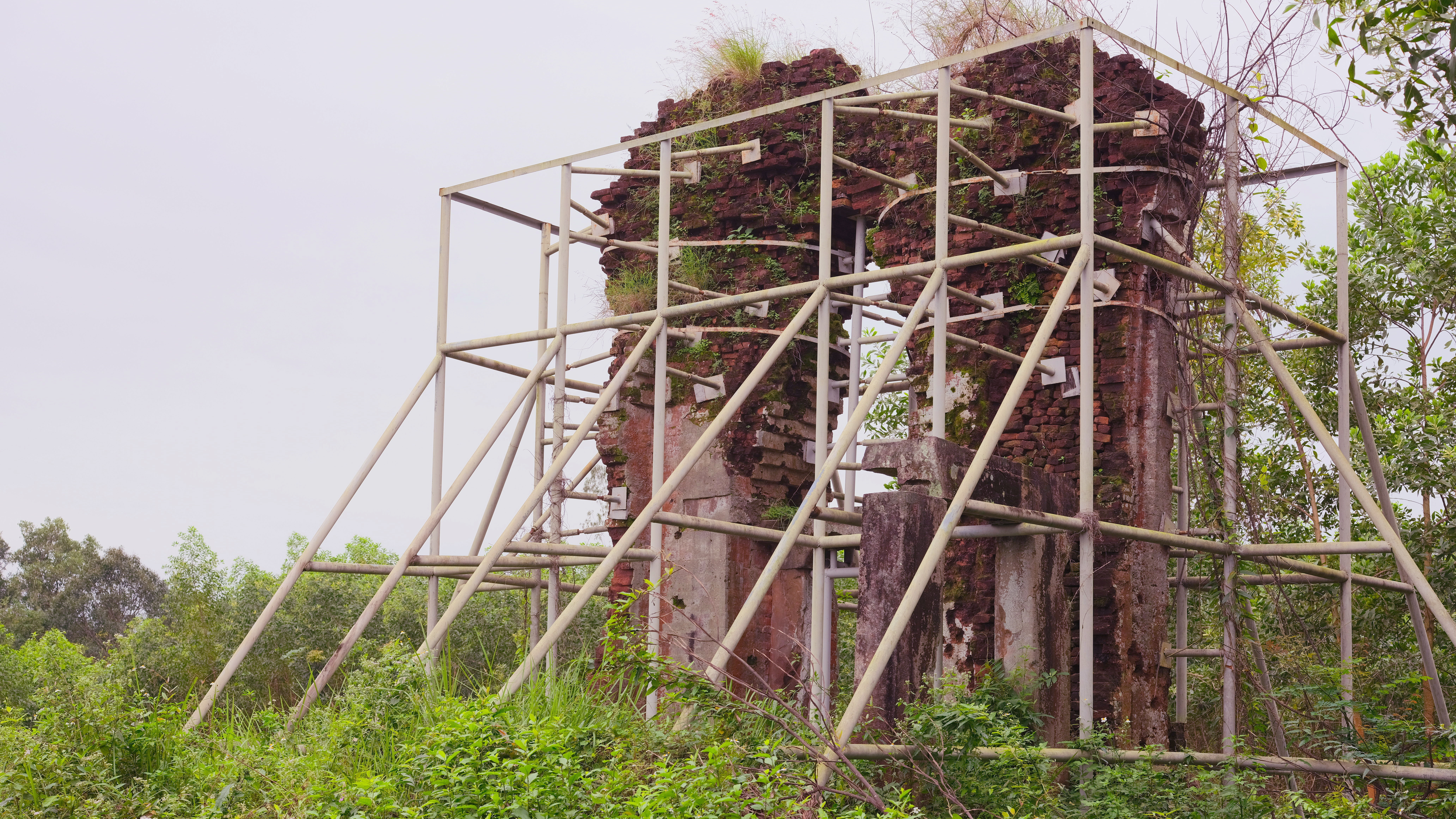
Las ruinas de Đồng Dương (Indrapura)

### Estilo Mỹ Sơn A1
El arte del estilo Mỹ Sơn A1 pertenece a los siglos X y XI, un período de renacimiento hindú que siguió al período budista de Dong Duong, y también un período de renovada influencia de Java. Este período se ha llamado la «edad de oro» del arte de Champa.  El estilo es nombrado por un templo en Mỹ Sơn, «la expresión más perfecta de la arquitectura Cham» según el historiador de arte Emmanuel Guillon, que fue víctima de la guerra de Vietnam en la década de 1960. La mayoría de los monumentos que se conservan en Mỹ Sơn también pertenecen al estilo Mỹ Sơn A1, incluida la mayoría de las construcciones de los grupos B, C y D.
En cuanto a la escultura del estilo Mỹ Sơn A1, se conoce por ser ligera y elegante, en contraste con el estilo más severo de Dong Duong. Según Guillon, «es un arte de la danza y del movimiento, de la gracia y de rostros que a veces lucen un estilo leve, casi irónico, como sorprendidos por su propia belleza». De hecho, los bailarines eran un motivo favorito de los escultores de Mỹ Sơn A1. El estilo también es conocido por sus bellas imágenes en relieve de animales reales y míticos como elefantes, leones y garudas.
El estilo Mỹ Sơn A1 comprende no solo las obras de arte encontradas en Mỹ Sơn, sino también las obras encontradas en Khuong My y en Trà Kiệu, aunque estas últimas a veces se tratan como representaciones de estilos distintos. Las obras de Khuong My, en particular, se tratan con frecuencia como una transición entre los estilos de Dong Duong y Mỹ Sơn A1. Del mismo modo, las obras encontradas en Chanh Lo a veces se tratan como pertenecientes al estilo Mỹ Sơn A1 y, a veces,como una transición entre los estilos Mỹ Sơn A1 y Thap Mam.

#### Estilo Khuong My
En el pueblo de Khuong My en la provincia vietnamita de Quảng Nam se encuentra un grupo de tres torres cham que datan del siglo X. El estilo de las torres y las obras de arte asociadas con ellas es de transición entre el estilo poderoso de Dong Duong y el estilo Mỹ Sơn A1, más encantador y delicado. El estilo de Khuong My también muestra influencias jemer y javanesa.

#### Estilo Trà Kiệu
Aunque los monumentos cham en Trà Kiệu en la provincia de Quảng Nam han sido destruidos, una serie de magníficas piezas escultóricas asociadas con el sitio permanecen y se conservan en museos. Destacan especialmente un gran pedestal que sirve como base para un lingam que se conoce simplemente como el «pedestal Trà Kiệu» y otro pedestal conocido como el «pedestal de los bailarines».
El pedestal Trà Kiệu, que consta de una base decorada con frisos en bajorrelieve, una cisterna de abluciones y un lingam macizo, está considerado como una de las obras maestras del arte cham. Las figuras de los frisos son especialmente hermosas y representan episodios de la vida de Krishna relatados en el Bhagavata Purana. En cada esquina del pedestal, un atlante leonino parece soportar el peso de la edificación sobre él.
El pedestal de los bailarines, igualmente, se considera una obra maestra. El propósito y la función del pedestal, que tiene la forma de una pieza de esquina, siguen siendo oscuros. Cada lado de la esquina está adornado con una apsará danzante y un gandharva tocando música. La base bajo de estas figuras está adornada con cabezas leoninas y makaras.

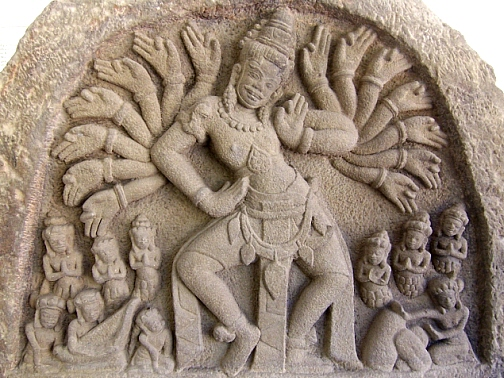
Este tímpano del siglo X de la danzante Shivas una transición entre los estilos  Dong Duong y Khuong My.
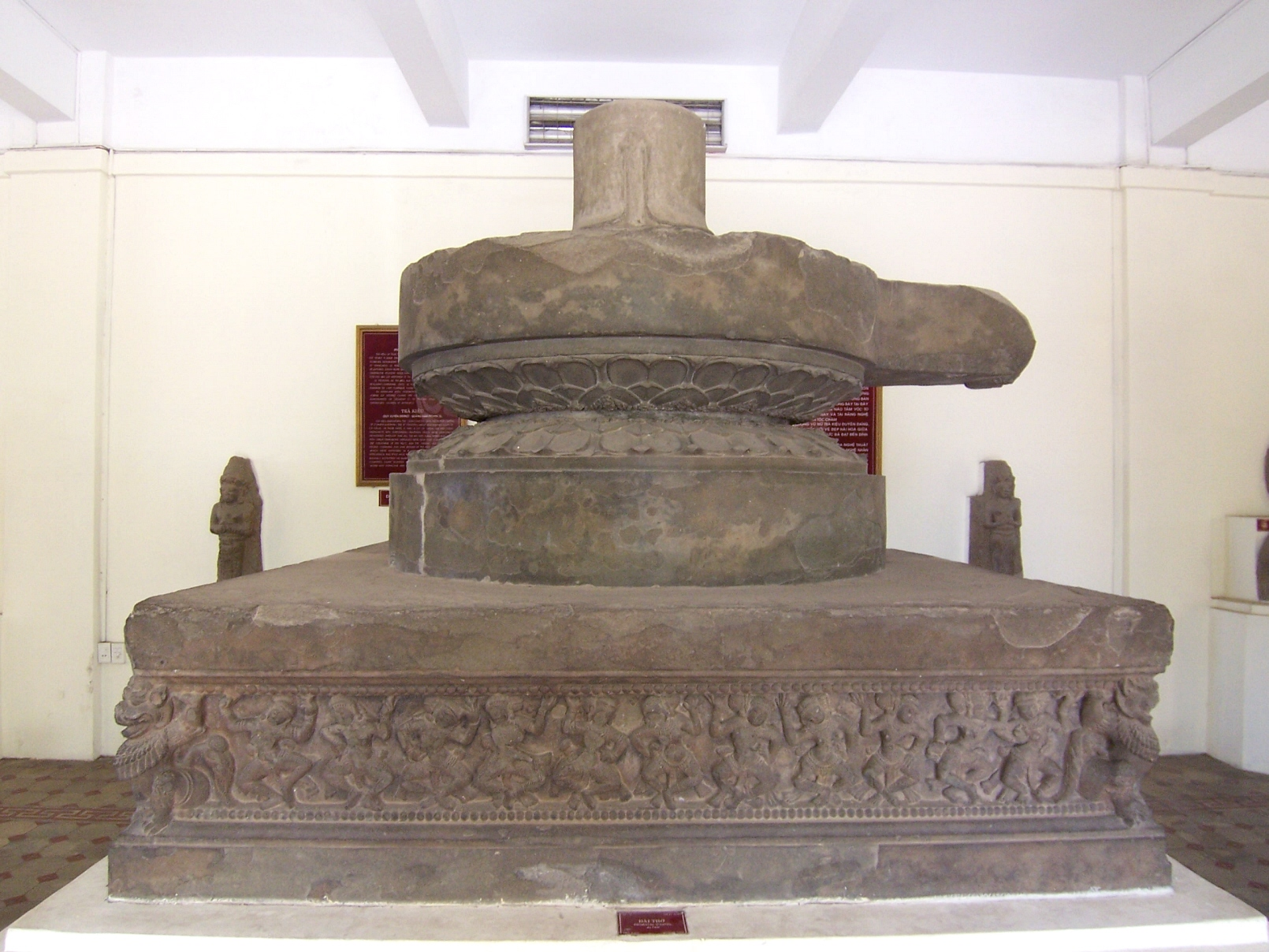
El pedestal Trà Kiệu del siglo X sostiene un lingam macizo y una cisterna de las abluciones.
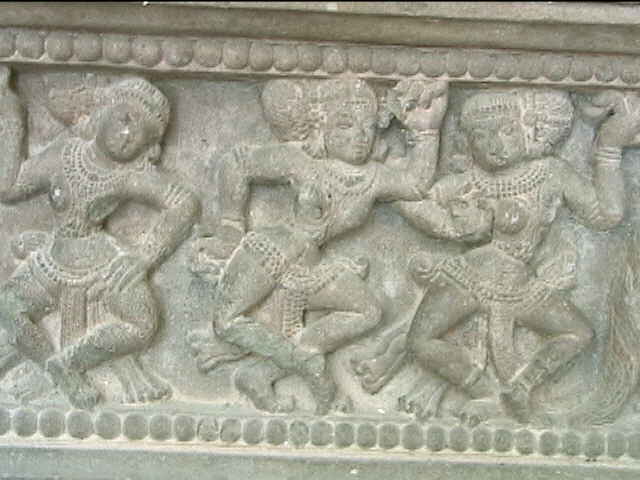
Una fila de apsarás,  o ninfas celestiales, está representada en la base del pedestal Trà Kiệu.
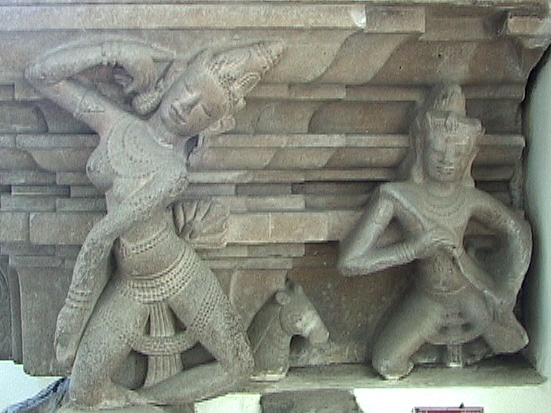
El Pedestal de los Bailarines de Trà Kiệu presenta esta  apsará o bailarina y  gandharva o músico.

### Estilo Thap Mam

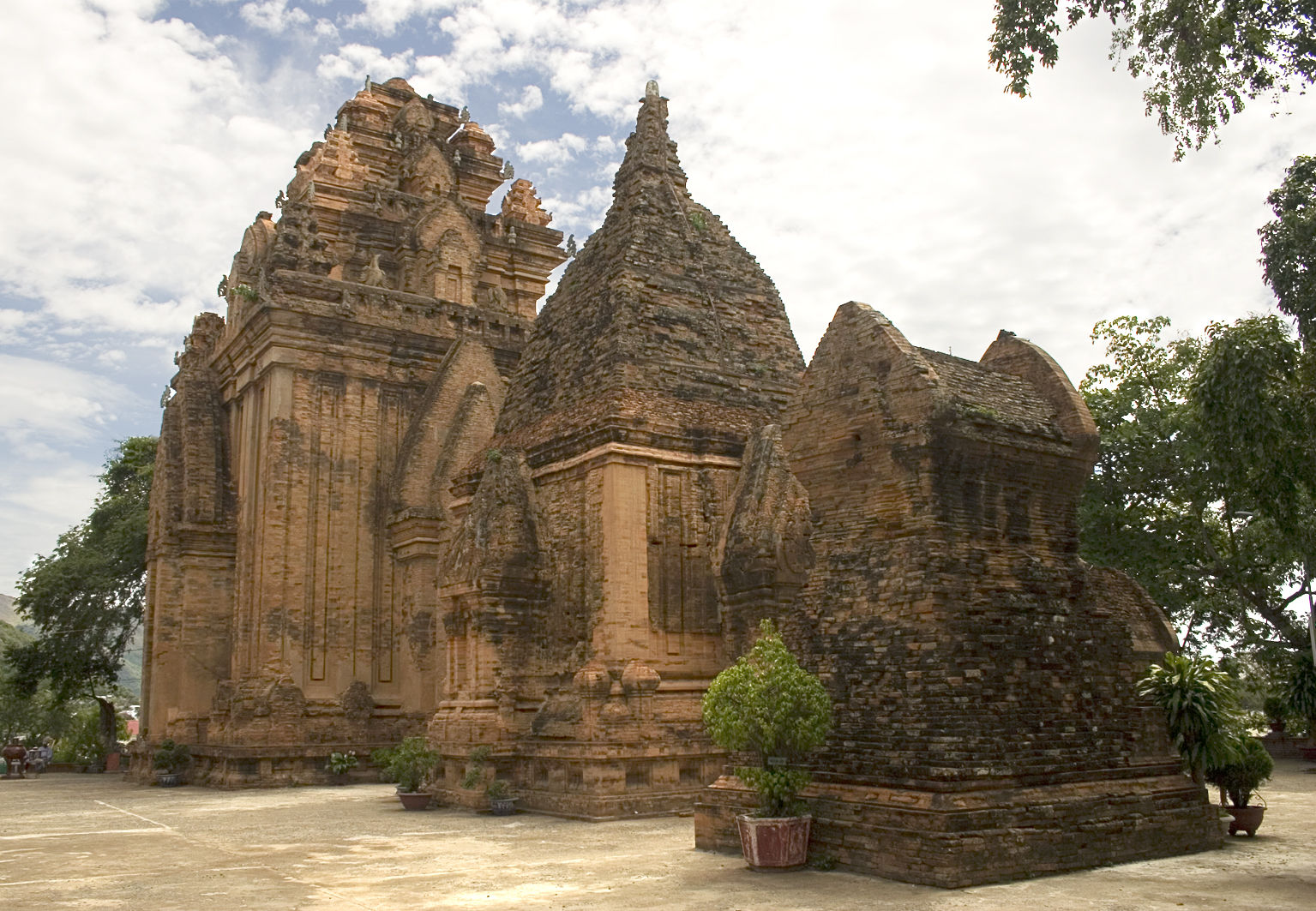
La torres de Po Nagar en lo alto de una colina

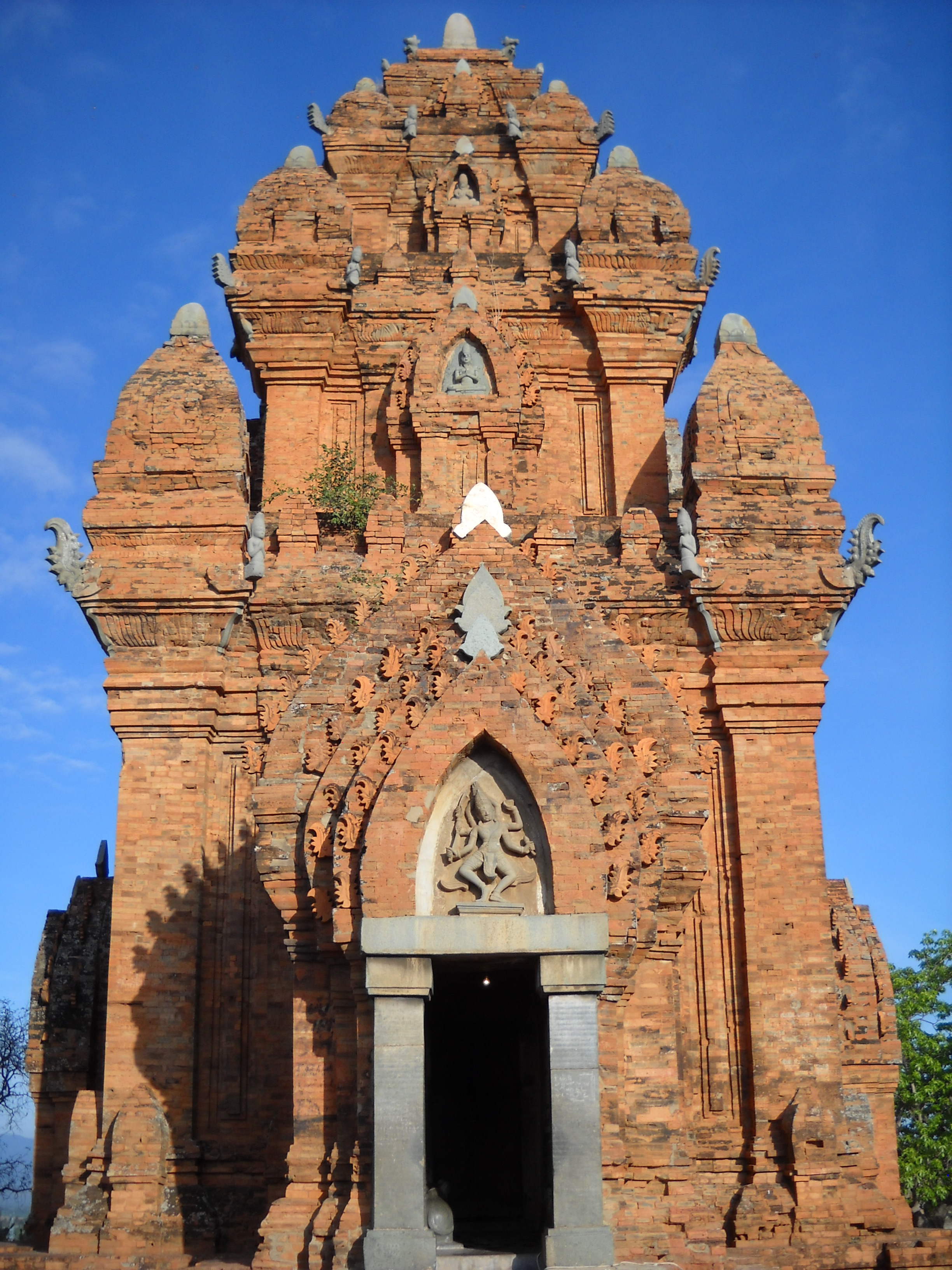
Templo del rey Po Klong Garai (1151-1205)

Después del siglo X, el arte de Champa entró en un declive gradual. Tanto la arquitectura, como ejemplifican los templos de Po Nagar y de Po Klong Garai, y la escultura se volvieron más estereotipadas y menos originales. Solo las esculturas de animales míticos, como el makara o el garuda, podían rivalizar con sus contrapartes de los estilos anteriores.
El estilo Thap Mam de los siglos XI al XIV lleva el nombre de un sitio arqueológico en la provincia de Bình Định, anteriormente  Vijaya. La escultura de este estilo se caracteriza por «un retorno al formalismo hierático y la simplificación de la forma, lo que lleva a una cierta pérdida de vitalidad». Los escultores parecen haberse preocupado más por los detalles de la ornamentación que por la gracia y el movimiento de las propias figuras. De hecho, el estilo se ha caracterizado como «barroco», en referencia a la proliferación de detalles ornamentales que lo distingue de sus predecesores más «clásicos».
Uno de los motivos más originales del período Thap Mam fue la escultura en piedra de una fila de senos femeninos alrededor de la base de un pedestal. El motivo surgió por primera vez en el siglo X (el pedestal Trà Kiệu en un momento tenía una fila de pechos así) y se convirtió en característico del estilo Thap Mam. Parece no tener contraparte en el arte de otros países del sudeste asiático. Algunos eruditos han identificado este tema con la figura de Uroja («pechos»), el ancestro mítico de una dinastía del siglo XI en Mỹ Sơn, y afirman una conexión entre este Uroja y la diosa venerada en Po Nagar.

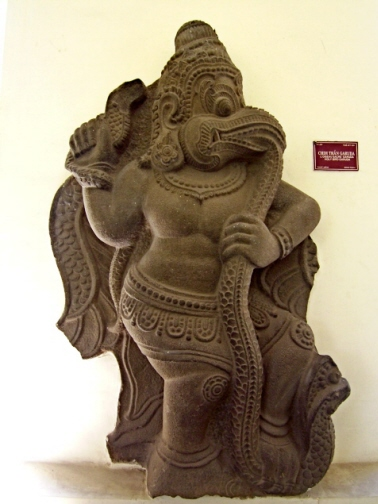
Una escultura del siglo XIII de Bình Định muestra a Garuda evorando a una serpiente.
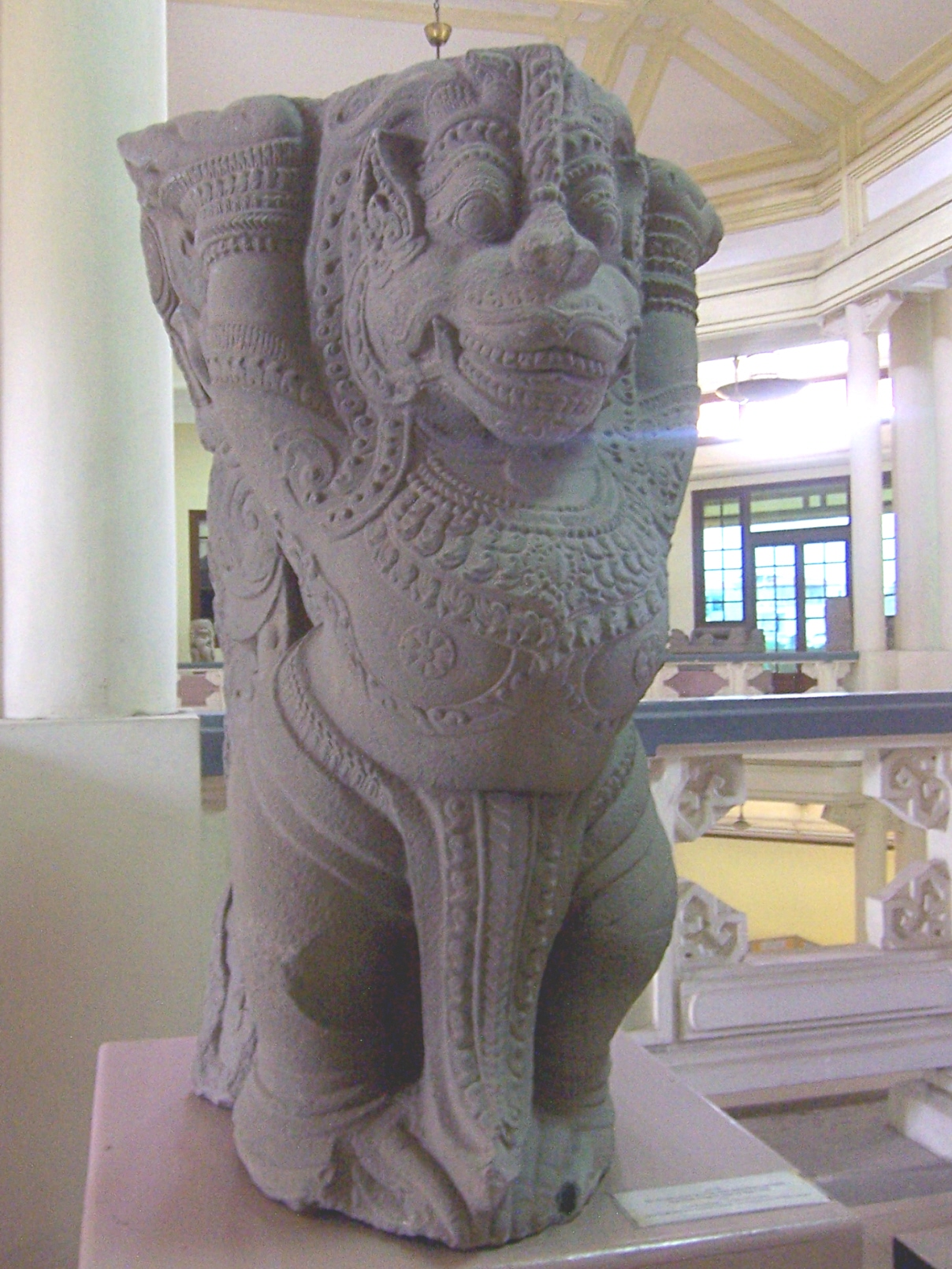
Este atlanteleonino del siglo XII es del estilo Thap Mam.
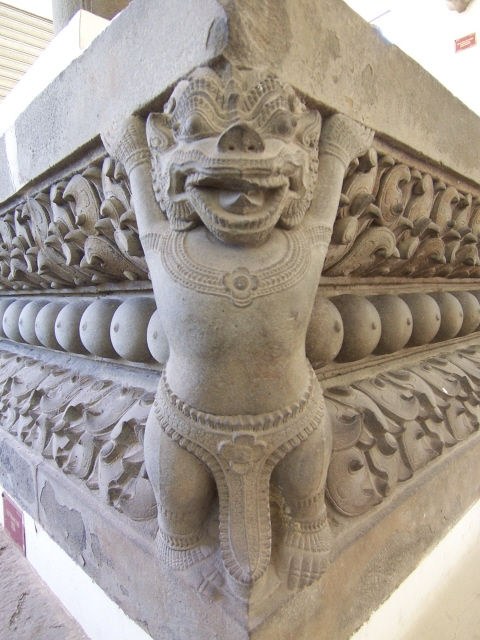
El atlante leonino en la esquina de este pedestal está flanqueado por filas de pechos femeninos.
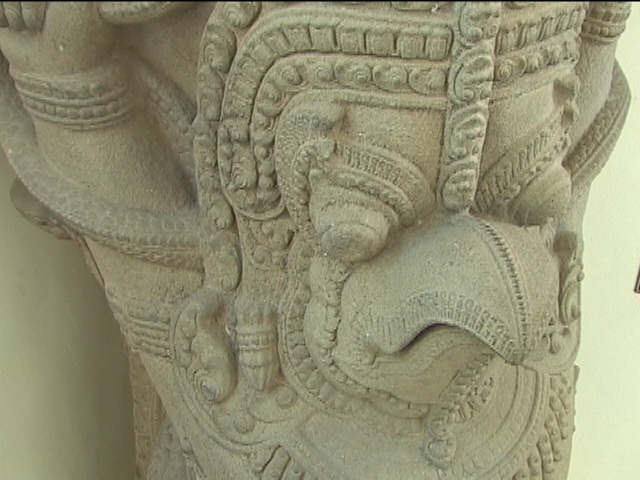
Una escultura del siglo XII en el estilo Thap Mam representa al hombre-pájaro Garuda, que actúa como un atlante.